# Rovesciata

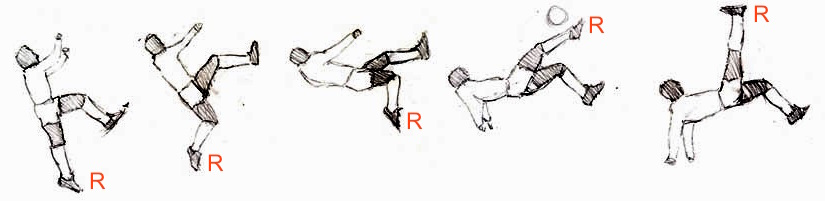
Le fasi di esecuzione di una rovesciata volante

La rovesciata è un gesto tecnico proprio del calcio, utilizzato per colpire il pallone al volo.

## Esecuzione
Nell'eseguire la rovesciata, il calciatore che riceve la palla per via aerea – ad esempio tramite un cross – capovolge con una rotazione il suo corpo per poi colpire la sfera con il piede. Il ricorso alla rovesciata può porsi in contrasto col regolamento, qualora l'esecuzione della stessa comporti un rischio per l'incolumità di compagni o avversari («gioco pericoloso»).
Oltre che per concludere a rete nel tentativo di realizzare un gol, la rovesciata può essere eseguita per servire il pallone ad un compagno di squadra.

## Storia

La rovesciata di Carlo Parola.

La nascita del gesto atletico è storicamente ricondotta al brasiliano Pelé, malgrado la rovesciata fosse stata documentata già negli anni 1920. Secondo alcuni, il primo calciatore ad aver effettuato la rovesciata fu, il 24 aprile 1932, Leônidas da Silva, attaccante brasiliano di Rio de Janeiro.
Alla fama del gesto contribuì inoltre l'italiano Carlo Parola, autore di una rovesciata nella gara tra Fiorentina e Juventus del 15 gennaio 1950 che venne ripresa dai fotografi divenendo l'icona delle figurine Panini.
Una delle rovesciate recenti più famose è quella di Cristiano Ronaldo, eseguita con la maglia del Real Madrid contro la Juventus all'Allianz Stadium, il 3 aprile 2018 nei quarti di finale di Champions League.
Il 23 maggio 2025 Il Napoli ha vinto lo scudetto grazie a un gol in rovesciata di Mctominay